# Joaquín Hazañas y la Rúa
Joaquín Hazañas y La Rúa (Sevilla, 18 de agosto de 1862-Sevilla, 17 de marzo de 1935) fue un escritor,  historiador, crítico literario español. Fue catedrático de Historia Universal de la Universidad de Sevilla y rector de la misma en los años 1904 y 1921.

## Biografía
Nació en Sevilla en agosto de 1862. Fallecido su padre, su familia emigró a Madrid en 1869, donde estudió bachillerato en el Instituto Cardenal Cisneros, antes llamado de Noviciado, entre 1873 y 1876, y allí se aficionó a la poesía; volvió a Sevilla en 1877 y se licenció en filosofía y letras en su Universidad el 30 de junio de 1881 y en Derecho el 14 de julio del año siguiente, doctorándose en Madrid, como era preceptivo, el 11 de marzo de 1890, en historia crítica de la literatura española, con una tesis sobre La Celestina, ante don Marcelino Menéndez Pelayo, quien desde entonces le dispensó su amistad y protección; Hazañas se ufanaba de ello diciendo "que una Celestina les había dado a conocer y había unido para siempre sus voluntades". En 1892 fue nombrado catedrático auxiliar supernumerario en la Universidad de su ciudad natal. En 1898 obtuvo una cátedra de historia universal en la Universidad de Valencia y, por acumulación, en 1914, la de bibliografía, entonces llamada bibliología, cuando pasó a Sevilla, donde se jubiló a los setenta años de edad y con cuarenta de docencia.
Fue académico de Buenas Letras y Bellas Artes de Sevilla y correspondiente de la de Barcelona, Bellas Letras de Córdoba y Bellas Artes de Toledo, así como de la de Lengua Española; publicó muchos artículos de crítica e historia literaria en Diario de Sevilla, La Revista Católica y El Porvenir (en esta última bajo el pseudónimo de "Lisardo el Estudiante"), entre otros, que dejó recogidos en cuatro volúmenes de su archivo, y editó unas Obras (1895) en dos volúmenes del soldado y poeta español del Renacimiento Gutierre de Cetina. Donó a la Universidad de Sevilla, en la que estudió y de la que fue catedrático de Filosofía y Letras y dos veces rector (la primera en 1904, la segunda en 1921), su archivo y biblioteca de bibliófilo, todavía mal catalogada, de cerca de nueve mil volúmenes, algunos de rareza extraordinaria, y la interesante y copiosa colección de sus folletos, referentes muchos a la imprenta, a la historia de Sevilla y de los pueblos de su Provincia y a temas de Literatura. Enseñó metafísica, literatura española e historia universal. Fue presidente del Ateneo de Sevilla y de la Sociedad de Excursiones adjunta a la misma entre 1894 y 1896 y sostuvo amistad con intelectuales sevillanos como Santiago Montoto y Lorenzo Leal y Ramírez Arias; mantuvo correspondencia con pensadores como Marcelino Menéndez Pelayo. Escribió ensayos, biografías, estudios sociológicos o históricos (sobre todo sobre la universidad hispalense) y fue, además de editor, arqueólogo, historiador, bibliógrafo y, en general, un hombre muy interesado por todos los aspectos de la cultura en Sevilla; protegió y fomentó los certámenes florales de la ciudad. Existe un retrato suyo por el pintor Manuel González Santos en la Institución Colombina de Sevilla. Falleció el 17 de marzo de 1935 en Sevilla.
. 

## Obras
- La vida escolar en la Universidad de Sevilla en los siglos XVI, XVII y XVIII, 1907.
- Estudio, edición y anotación de Gutierre de Cetina, Obras ( Imp. de Francisco de Paula Díaz, 1895).
- Noticia de las academias literarias, artísticas y científicas de Sevilla en los siglos XVII y XVIII, 1888.
- Maese Rodrigo, 1444-1509, Izquierdo, 1909. Existe edición facsímil moderna (2009)
- Vázquez de Leca, 1573-1649 Imp. y Lib. de Sobrinos de Izquierdo, 1918
- Universitarias, Izquierdo, 1897 (artículos publicados con el pseudónimo de "lisardo, el Estudiante" en el periódico El Porvenir)
- Maese Rodrigo Fernández de Santaella, fundador de la Universidad de Sevilla, Imp. de Izquierdo y comp., 1900.
- Génesis y desarrollo de la leyenda de Don Juan Tenorio, Izquierdo, 1893
- Biografía del poeta sevillano Rodrigo Fernández de Ribera y juicio de sus principales obras, Torres y Daza, 1889
- Mateo Alemán y sus obras, Rasco, 1892 (discurso de ingreso en la Academia de Buenas Letras de Sevilla).
- La imprenta en Sevilla: noticias inéditas de sus impresores desde la introducción del arte tipográfico en esta ciudad hasta el siglo XIX, 1892, 2 vols. reimpreso en Sevilla: Diputación Provincial de Sevilla, Junta de Patronato del Archivo [etc.], 1945-1949, 2 vols.
- Con el pseudónimo de "Lisardo el Estudiante", La Jurdes (boceto de un estudio), 1922.
- Lo que ha sido la Universidad, lo que es y lo que debe ser, 1922.